# سیتوکین التهابی
سیتوکین التهابی (انگلیسی: Inflammatory cytokine) به گروهی از مولکول‌های علامت‌دهنده (موسوم به سیتوکین) گفته می‌شود که توسط لنفوسیت تی کمک‌کننده (Th) و ماکروفاژها و برخی دیگر از سلول‌های تشدیدکنندهٔ التهاب ترشح می‌شود و واکنش‌های التهابی را افزایش می‌دهند. این مولکول‌ها عبارتند از: اینترلوکین ۱، اینترلوکین ۱۲، اینترلوکین ۱۸، فاکتور نکروز توموری آلفا، اینترفرون گاما، فاکتور محرک کلونی گرانولوسیت-ماکروفاژ که همگی نقش مهمی در عملکرد دستگاه ایمنی ذاتی دارند.
ترشح مزمن و بیش از حدِ سیتوکین‌های التهابی منجر به التهاب می‌شود که با بروز برخی بیماری‌ها نظیر تصلب شرایین و سرطان مرتبط است. همچنین اختلال در تنظیم این سامانه موجب اختلال خلقی و برخی بیماری‌های مغزی-عصبی می‌شود. برای حفظ سلامت بدن، لازم است میان سیتوکین‌های التهاب‌زا و سیتوکین‌های ضد التهابی تعادل برقرار باشد. افزایش سن و ورزش نیز در میزان التهاب ناشی از سیتوکین‌های التهابی نقش دارند.
جهت درمان بیماری‌های التهابی از پادتن‌های مونوکلونال استفاده می‌شود که یا سیتوکین‌های التهابی را خنثی می‌کنند یا گیرنده سیتوکین را غیرفعال می‌کنند.

## اهمیت بالینی
کاهش فعالیت بیولوژیک سیتوکین‌های التهابی سبب کاهش لطمهٔ ناشی از بیماری‌های حاصله می‌گردد.
مسدود کردن اینترلوکین ۱ و فاکتور نکروز توموری آلفا در درمان مبتلایان به روماتیسم مفصلی و بیماری التهابی روده و بیماری پیوند علیه میزبان (GvHD) موفقیت‌آمیز بوده‌است. اما این روش در درمان سپتیسمی چندان مؤثر نبوده‌است. اثرات درمانی طب سوزنی احتمالاً ناشی از توانایی بدن در سرکوب‌سازی برخی از این سیتوکین‌های التهابی نظیر فاکتور نکروز توموری آلفا، اینترلوکین ۱ بتا، اینترلوکین ۶ و اینترلوکین ۱۰ است.
ثابت شده که هورمون استروژن با کاهش دادن تولید برخی سیتوکین‌های التهابی نظیر فاکتور نکروز توموری آلفا، اینترلوکین ۶ و «فاکتور مهارکنندهٔ مهاجرت ماکروفاژها» اثرات التیام‌بخش و درمانی دارد. متأسفانه استفاده از استروژن همانگونه که از سوی «انجمن سرطان آمریکا» اعلام شده، اثرات سرطان‌زایی دارد و به عنوان مثال احتمال ابتلا به سرطان پستان را در زنان یائسه‌ای که هورمون‌های جایگزین دریافت می‌دارند، افزایش می‌دهد.